# Kurdo Baksi
Necip Kurdo Sirka Baksi, född 5 juni 1965 i Batman i Turkiet, är en svensk samhällsdebattör och författare. Baksi är av kurdisk härkomst och bror till Nalin Pekgul samt brorson till Mahmut Baksi. Han kom till Sverige 1980 tillsammans med sina föräldrar och fyra syskon.
Baksi grundade år 1987 den antirasistiska tidskriften Svartvitt. Under fem års tid, från 1998 till 2003, hjälpte Svartvitt den antirasistiska tidskriften Expo att överleva genom ett samarbete  och blev då känd som Svartvitt med Expo. Svartvitt lades ner efter årsskiftet 2002/2003 . År 1992 organiserade han en stor antirasistisk manifestation i Sverige under parollen "Utan invandrare stannar Sverige" där syftet var att markera invandrarnas betydelse i samhället. Baksi är en aktiv debattör och föreläsare i frågor rörande invandring, främlingsfientlighet och opinionsbildning för skapandet av ett stor-Kurdistan.
Kurdo Baksi erhöll Dagens Nyheters Jörgen Eriksson-pris 1995, Industrifackets kulturpris mot rasism i november 1999 och Olof Palmepriset i januari 2000. Han var Sommarvärd i Sveriges Radios P1 den 20 juni 2000 . Kurdo Baksi kandiderade för en plats på Miljöpartiets EU-parlamentslista 2014 men kom inte in.
Baksi är en van kommentator och skrivit flera texter som handlar om ämnen som Turkiet, Grå vargarna, Armeniska folkmordet och väpnade konflikten om Nagorno-Karabach.

## Priser och utmärkelser
- Olof Palmepriset 1999